# Port lotniczy Goure
Port lotniczy Goure – port lotniczy położony w Goure w Nigrze.